# Радиовизија
Радиовизија је српски документарно-анимирани серијал аутора Грегора Зупанца.
Пројекат је реализован у продукцији РТС и Платформе, у сарадњи са Радиом Београд. Радиовизија је подржана на конкурсу Министарства културе и информисања.
Серијал представља оригиналне тонске записе говора знаменитих личности српске и југословенске културне и јавне сцене из архива Радија Београд, који су визуелно представљени кроз анимацију.
Појединачне епизоде из серијала приказане су на фестивалима анимираних остварења у Словенији, Холандији, Француској и Хрватској.

## Списак епизода
| Број епизоде | Наслов                                                                | Редитељ             | Аниматор                                                      | Говорник                                        |
| ------------ | --------------------------------------------------------------------- | ------------------- | ------------------------------------------------------------- | ----------------------------------------------- |
| 1            | Радиовизија: Говори Вељко Ковачевић                                   | Грегор Зупанц       | Никола Степковић                                              | народни херој Вељко Ковачевић                   |
| 2            | Радиовизија: Говоре Миодраг Петровић Чкаља и Драгутин Гута Добричанин | Марко Мрђеновић     | Ристо Топалоски                                               | Миодраг Петровић Чкаља Драгутин Гута Добричанин |
| 3            | Радиовизија: Говори Слободан Селенић                                  | Славимир Стојановић | Младен Николић                                                | Слободан Селенић                                |
| 4            | Радиовизија: Говори Саша Божовић                                      | Марица Кицушић      | Марица Кицушић                                                | Саша Божовић                                    |
| 5            | Радиовизија: Говори Мирослав Мика Антић                               | Александра Урошевић | Марица Кицушић                                                | Мирослав Мика Антић                             |
| 6            | Радиовизија: Говори Бранко Ћопић                                      | Грегор Зупанц       | Никола Степковић                                              | Бранко Ћопић                                    |
| 7            | Радиoвизија: Говори Добрица Милутиновић                               | Владимир Славица    | Никола Степковић                                              | Добрица Милутиновић                             |
| 8            | Радиовизија: Говори Радослав Веснић                                   | Грегор Зупанц       | Иван Пејић, Нинослав Филиповић, Игор Драгишић, Небојша Андрић | Радослав Веснић                                 |
| 9            | Радиовизија: Говори Ото Бихаљи Мерин                                  | Милош Ивановић      | Драган Јовановић                                              | Ото Бихаљи Мерин                                |
| 10           | Радиовизија: Говори Тимоти Џон Бајфорд                                | Јелена Милуновић    | Јелена Милуновић                                              | Тимоти Џон Бајфорд                              |
| 11           | Радиовизија: Говори Рахела Ферари                                     | Грегор Зупанц       | Никола Степковић                                              | Рахела Ферари                                   |
| 12           | Радиовизија: Говори Радивој Кашанин                                   | Милош Томић         | Милош Томић                                                   | Радивој Кашанин                                 |
| 13           | Радиовизија: Говори Мирко Ковач                                       | Грегор Зупанц       | Младен Николић                                                | Мирко Ковач                                     |
| 14           | Радиовизија: Говори Иво Андрић                                        | Грегор Зупанц       | Иван Пејић, Нинослав Филиповић, Игор Драгишић, Небојша Андрић | Иво Андрић                                      |
| 15           | Радиовизија: Говори Исидора Секулић                                   | Јелена Милуновић    | Јелена Милуновић                                              | Исидора Секулић                                 |
| 16           | Радиовизија: Говори Десанка Максимовић                                | Грегор Зупанц       | Младен Николић                                                | Десанка Максимовић                              |
| 17           | Радиовизија: Говори Борислав Пекић                                    | Игор Симић          | Ненад Крстић                                                  | Борислав Пекић                                  |
| 18           | Радиовизија: Говори Милош Црњански                                    | Грегор Зупанц       | Младен Николић                                                | Милош Црњански                                  |
| 19           | Радиовизија: Простор                                                  | Јелена Милуновић    | Јелена Милуновић                                              | Данило Бата Стојковић                           |
| 20           | Радиовизија: Смисао                                                   | Ива Ћирић           | Ива Ћирић                                                     | Меша Селимовић                                  |
| 21           | Радиовизија: Астрономија                                              | Тамара Боговац      | Тамара Боговац                                                | Татомир Анђелић                                 |
| 22           | Радиовизија: Изгубљено детињство Марте Малагурски                     | Јована Беговић      | Јована Беговић                                                | Марта Малагурски                                |
| 23           | Радиовизија: Говори Миховил Логар                                     | Милош Томић         | Милош Томић                                                   | Миховил Логар                                   |
| 24           | Distances are overcome                                                | Јелена Милуновић    | Јелена Милуновић                                              | Исидора Секулић                                 |